# Projekt 1153 Orjol
Project 1153 Orjol eng.(Orel) (Ryska: Орёл: örn) var en plan på 1970-talet att ge den sovjetiska flottan en riktig flygvapenkapacitet på djupt vatten. Hangarfartyget skulle ha cirka 72 000 ton deplacement, med en kärnreaktor och förmågan att kunna ha 70 flygplan ombord på fartyget. Hangarfartyget blev aldrig byggt.